# عایشه شنا
عایشه شنا (عربی: عائشة الشنا‎، ت. «ʿĀʾiša aš-Šannā»، همچنین با نگارش Aïcha Ech-Chenna) (۱۴ اوت ۱۹۴۱ – ۲۵ سپتامبر ۲۰۲۲) یک مددکار اجتماعی، مدافع حقوق زنان و فعال مراکشی بود. او به عنوان یک پرستار ثبت‌شده، کار خود را با زنان محروم به‌عنوان کارمند وزارت بهداشت مراکش آغاز کرد. در سال ۱۹۸۵، او انجمن همبستگی زنان (ASF) را تأسیس کرد، که یک خیریه مستقر در کازابلانکا است و به مادران مجرد و قربانیان سوءاستفاده کمک می‌کند. شنا برای فعالیت‌های بشردوستانه خود جوایز مختلفی دریافت کرد، از جمله جایزه اپوس در سال ۲۰۰۹ (به ارزش ۱ میلیون دلار آمریکا).

## اوایل زندگی و تحصیل
شنا در ۱۴ اوت ۱۹۴۱، در کازابلانکا و در دوره مراکش تحت حمایت فرانسه متولد شد و کودکی خود را در مراکش گذراند. پدرش زمانی که او سه ساله بود فوت کرد و مادرش دوباره ازدواج کرد. پدرخوانده‌اش مایل بود او در سن ۱۲ سالگی مدرسه را ترک کند، اما مادرش او را به کازابلانکا فرستاد تا نزد عمه‌اش زندگی کرده و تحصیلاتش را در یک مدرسه فرانسوی‌زبان ادامه دهد. سه سال بعد، مادرش پس از طلاق از پدرخوانده به او پیوست و برای حمایت از شنا، جواهرات خود را فروخت.
شنا در ۱۶ سالگی مدرسه را ترک کرد و در یک بیمارستان مشغول به کار شد، جایی که به‌عنوان منشی در برنامه‌های تحقیقاتی روی جذام و سل فعالیت می‌کرد. در سال ۱۹۶۰، با تشویق دوستانش، در آزمون‌های مدرسه پرستاری شرکت کرد و پذیرفته شد.
پس از دریافت مدرک پرستاری، شنا در بخش آموزش وزارت بهداشت مشغول به کار شد و در نهایت به‌عنوان هماهنگ‌کننده برنامه‌های آگاهی‌بخشی سلامت فعالیت کرد. در دهه ۱۹۷۰، او شروع به تولید برنامه‌های تلویزیونی و رادیویی در زمینه سلامت زنان کرد. یکی از این برنامه‌ها، «اولین برنامه تلویزیونی در زمینه آموزش بهداشت» بود.

## کار خیریه
شنا اولین فعالیت داوطلبانه خود را در سال ۱۹۵۹ در یک برنامه رفاه کودکان آغاز کرد. در سال ۱۹۸۵، او انجمن همبستگی زنان (ASF؛ «انجمن همبستگی زنان») را تأسیس کرد، که سازمانی اختصاص‌یافته به کمک به مادران مجرد و زنان قربانی خشونت است. این سازمان در ابتدا از یک زیرزمین در کازابلانکا اداره می‌شد.
ASF زنان را در مهارت‌هایی مانند آشپزی، خیاطی، حسابداری و مهارت‌های گوناگون دیگر آموزش می‌دهد، با هدف بازگشت آن‌ها (و فرزندانشان) به جامعه و ایجاد استقلال برای آن‌ها. در سال ۲۰۰۲، این سازمان از دولت مراکش به‌طور رسمی وضعیت سازمان غیرانتفاعی (NGO) دریافت کرد و بعداً کمک مالی از محمد ششم، پادشاه مراکش دریافت کرد.
در سال ۱۹۹۶، شنا کتاب فقر: داستان‌ها را منتشر کرد که در آن ۲۰ داستان از زنانی که با آن‌ها کار کرده بود را روایت می‌کند. این کتاب به‌عنوان یک «اعلامیه فمینیستی» و همچنین «مجموعه‌ای از داستان‌های غم‌انگیز» توصیف شده است. این کتاب جایزه‌ای از سفارت فرانسه در رباط دریافت کرد و بعداً به زبان عربی ترجمه شد.

## دفاع از حقوق زنان
شنا خود را به‌عنوان کسی با «قلبی مسلمان و ذهنی سکولار» توصیف می‌کرد. در دوران اشتغال در وزارت بهداشت مراکش، او به دلیل فعالیت‌هایش در حوزه‌هایی که با تابوهای اجتماعی و مذهبی همراه بود، شناخته شد؛ از جمله برنامه‌ریزی خانواده، وضعیت مادران مجرد، کودکان نامشروع و رهاشده، و قربانیان تجاوز خویشاوندی. او به‌طور مکرر از سوی محافظه‌کاران اجتماعی مورد انتقاد قرار می‌گرفت، که معتقد بودند فعالیت‌های او به رفتارهای غیراخلاقی مشروعیت می‌بخشد.
در سال ۲۰۰۹، شنا به خاطر تلاش‌هایش برای زنان محروم جایزه اپوس (به ارزش ۱ میلیون دلار آمریکا) را دریافت کرد. او اولین مسلمانی بود که این جایزه را دریافت کرد. این جایزه توسط بنیادی که با دانشگاه‌های کاتولیک همکاری دارد و برای فعالیت‌های بشردوستانه مبتنی بر ایمان اعطا می‌شود، مدیریت می‌شود. شنا اظهار داشت که مبلغ این جایزه صرف تضمین ادامه فعالیت بنیاد او پس از مرگش خواهد شد.